# Boris Kouzine
Boris Kouzine (en russe : Борис Сергеевич Кузин ; né le 11 mai 1903 à Moscou et décédé le 26 avril 1973  dans l'oblast de Iaroslavl) est un scientifique soviétique, biologiste, lamarckiste, traducteur, mémorialiste, et ami proche du poète Ossip Mandelstam.

## Biographie

### Enfance et jeunesse. Choix d'une profession
Les parents de Kouzine avaient six enfants. Le père, Sergueï Grigorievitch Kouzine, provenait d'une famille de peintres d'icônes, qui était pauvre et il n'avait, de ce fait, pas pu recevoir de formation scolaire et travaillait comme comptable. C'était un homme original et talentueux, entomologiste amateur, qui se distinguait par ses capacités en langue et en musique. La mère de famille, Olga Bernardovna, jouait très bien du piano et l'ambiance familiale était baignée de musique. L'amour de la nature, de la musique, de la littérature, des langues a été transmis aux enfants, et, en particulier, à Boris.
En 1910, après la mort de la sœur de Boris, la famille déménage au village d'Oudelnaïa, à 30 verstes de Moscou, le long de la voie de chemin de fer vers Kazan. C'est là que Boris passe son enfance et son adolescence. En 1913, Boris Kouzine entre au lycée Malakhovka où il apprend les trois langues européennes principales. Après la révolution, quand l'étude du latin n'a plus été poursuivie dans les écoles, Boris, ne voulant pas abandonner cette étude, s'adresse à son ancien directeur, un latiniste passionné, pour continuer à lire Horace dans l'original.
En 1920, il entre à la section d'histoire naturelle du département de la faculté de physique et de mathématique de l'Université d'État de Moscou. Il obtient son diplôme en 1924, dans la spécialisation zoologie descriptive, puis il s'occupe de recherche scientifique et travaille comme jeune enseignant-chercheur. Il fait partie du cercle des étudiants de Evgueni Smirnov (ru). À la fin des années 1920, période de soviétisation et de biologie dialectique, il participe aux discussions à l'académie communiste,. De 1925 à 1935, il travaille comme chercheur principal au Musée zoologique de Moscou (à partir de 1932, il dirige le département d'entomologie) et à l'Institut de zoologie de l'Université d'État de Moscou au département d'entomologie, de systématique, s'intéressant surtout aux coleoptera et aux acari ainsi qu'à l'hydrobiologie.

### Amitié avecOssipetNadejda Mandelstam. Arrestations et emprisonnement
« Boris Kouzine était allemand par sa mère et ressemblait à un des personnages principaux d'Albrecht Dürer du tableau La Vierge de la fête du rosaire. Ses traits de personnalité étaient : l'harmonie, la bonté, la variété de ses centres d'intérêts, sa joie de vivre, la fidélité et le goût de l'amitié ».

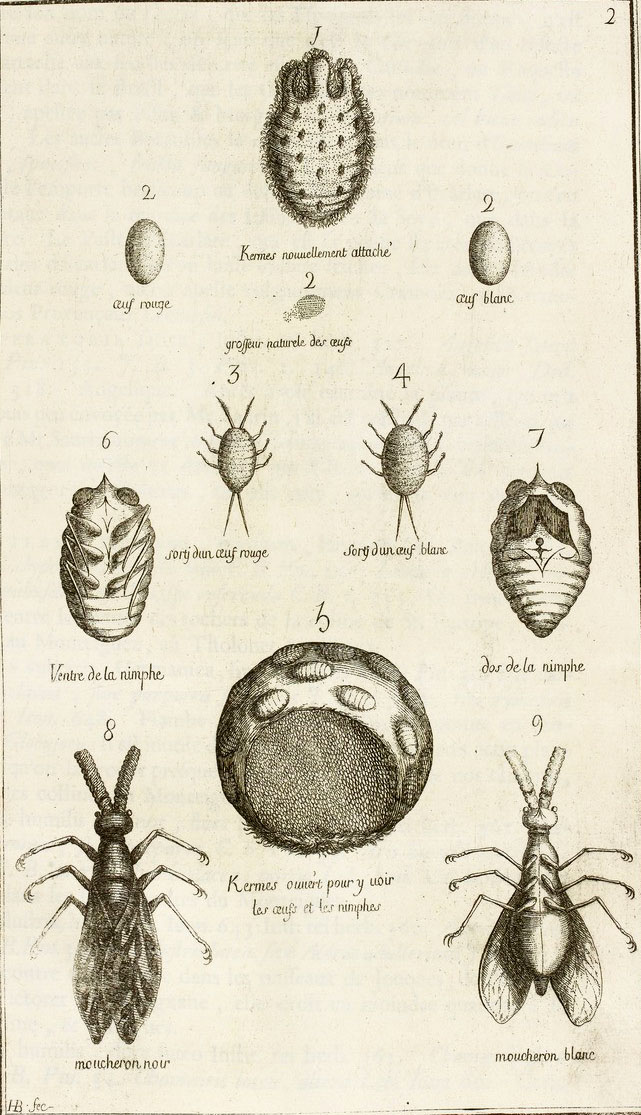
Pierre Joseph Garidel : Kermes vermilio

L'été 1930, il participe à une expédition en Arménie pour observer les cochenilles d'Ararat. À Erevan, Kouzine fait la connaissance d'Ossip et de Nadejda Mandelstam avec lesquels il se lie d'amitié,. Leur rencontre est décrite par Mandelstam dans Voyage en Arménie. Nadejda Mandelstam estimait que cette rencontre « était une chance pour tous les trois ? Sans elle, disait souvent Ossip, peut-être n'y aurait pas eu de vers ». Le poème À la langue allemande est dédié à Kouzine,. Mandelstam écrit à propos de Kouzine : « Sa personnalité est imprégnée de ma nouvelle prose, et de toute la dernière période de mes travaux. Je lui dois à lui seul ce que j'ai apporté de la période dite de Mandelstam mature ». À Moscou, ils se voyaient presque tous les jours, Mandelstam allait souvent voir Kouzine au musée zoologique,. Ils allaient aussi au concert : tous deux étaient très musiciens et pouvaient reproduire des partitions complexes .
Dans le chapitre intitulé Moscou dans Voyage en Arménie, Mandelstam écrit :

« Boris Kouzine n'était en aucun cas un rat de bibliothèque. Il pratiquait la science mais en mouvement, possédait le même contact avec la salamandre que le réputé professeur Paul Kammerer et ce qu'il aimait plus que tout au monde c'était la musique de Bach, en particulier une invention pour instruments à vent qui partait comme un feu d'artifice gothique.
Kouzine était un voyageur expérimenté à l'échelle de l'URSS. Et à Boukhara et à Tachkent, <...> partout il se faisait des amis. »

En 1930, Kouzine est placé en détention provisoire sous l'inculpation d'agitation contre-révolutionnaire, mais est bientôt libéré. Nadejda Mandelstam signale que cette arrestation a lieu « dans le contexte d'affaires de biologistes. Ce sont certains de ses poèmes burlesques qui en sont la cause… ». « Ne portez pas le chapeau, dit Mandelstam à Boris Kouzine, ne vous démarquez pas, cela finira mal ». Et cela finira mal, se souvient Ossip Mandelstam. « Le chapeau c'est une blague, mais la tête sous le chapeau, son destin était prédestiné », « on l'a trimbalé parce qu'il refusait d'être indicateur ». En 1933, suit une deuxième arrestation de Kouzine menée pendant un mois par la Guépéou. Sollicitant sa libération, Mandelstam écrit à Mariette Chaguinian : « on m'a enlevé mon interlocuteur, mon second moi, un homme que je pouvais, que je devais convaincre, que la révolution est entéléchie, émeute vitale, et la splendeur de la nature vivante. J'ai déplacé le jeu d'échecs du champ littéraire vers le champ biologique pour qu'il soit plus honnête. Il m'a vraiment excité, révolutionné, et avec lui j'ai appris à comprendre quelle masse est la nature vivante ».
Kouzine est au nombre de ceux auxquels Mandelstam a envoyé en novembre 1933 l'Épigramme contre Staline et était ainsi au courant des « activités criminelles » contre Joseph Staline,. En 1934, Mandelstam est envoyé en exil, mais Kouzine est à nouveau arrêté au début de l'année 1935. Au milieu de l'année, le 20 juin 1935, le Conseil spécial du NKVD le condamne en vertu de l'article 58 du code pénal de la RSFSR à trois ans d'emprisonnement qu'il purge au Kazakhstan dans le Goulag. De 1938 à 1953, il est resté en exil au Kazakhstan.
Dans le camp du Goulag, il fait la connaissance et se lie d'amitié avec le prêtre Pavel Grouzdev (ru).

### Après sa libération. Dernières années
Après sa libération, Kouzine est envoyé dans une station agricole expérimentale dans le district de Chortandy, (Nord du Kazakhstan). En 1944, il déménage à Almaty, jusqu'en septembre 1953, où il travaille à la station de l'État de protection des plantes de la filiale kazakhe de l'Académie de l'Union des sciences agricoles Lénine (comme directeur adjoint de la division scientifique).

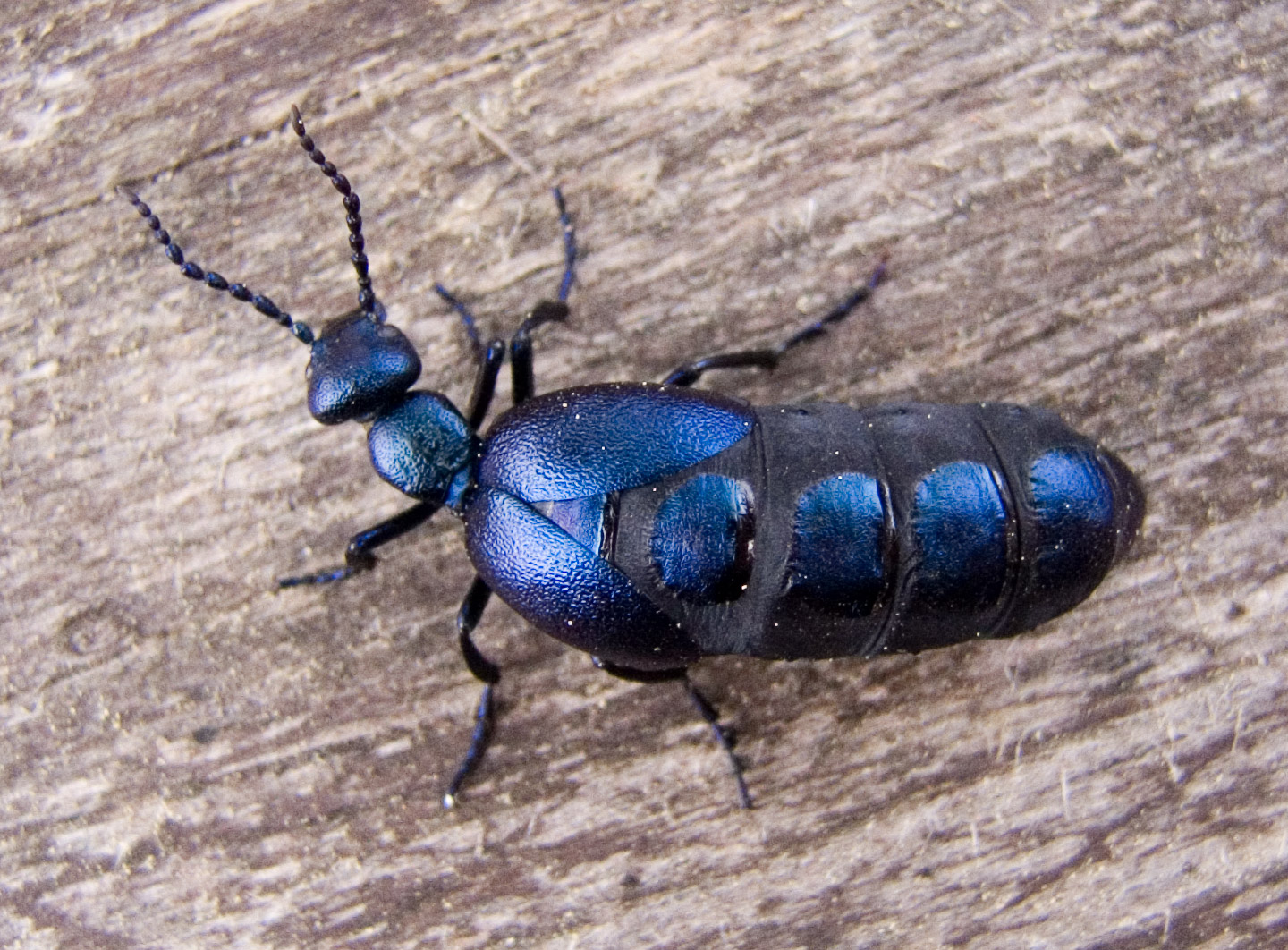
Meloe proscarabaeus femelle de la famille des Meloidae.

En 1944, il obtient son diplôme de candidat ès sciences agricoles (le thème de sa dissertation était : Apamea anceps d'Akmolinskaïa et lutte contre elle. En 1951, il devient docteur en science biologique (thèse de doctorat sur le thème : «Meloidae du Kazakhstan »).

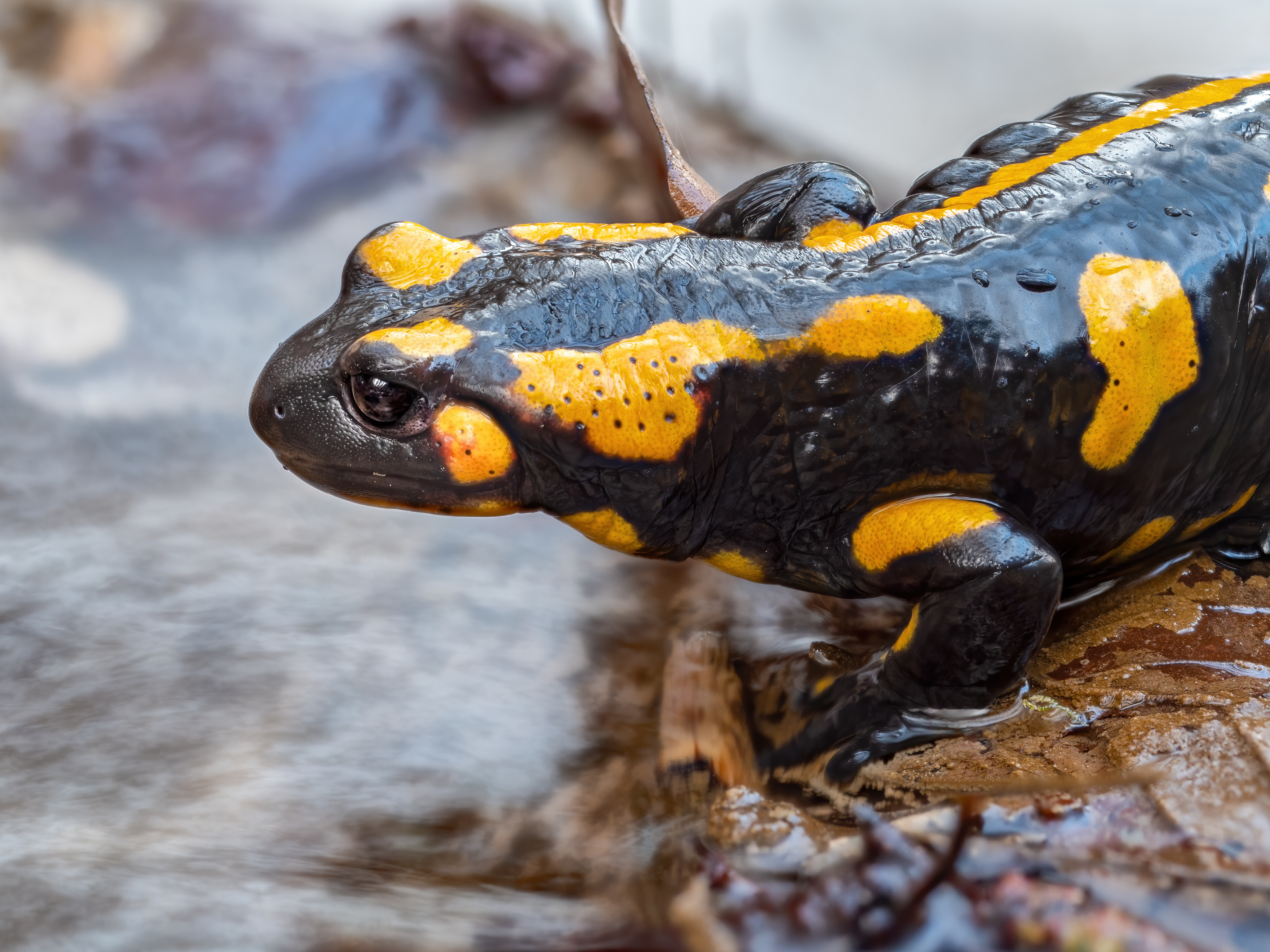
Salamandra salamandra

Kouzine a vécu les vingt dernières années de sa vie (1953-1973) au village de Borok (ru) dans l'oblast de Iaroslavl, où il a dirigé la station de biologie, puis a été directeur adjoint de la section scientifique de l'Institut de biologie des eaux intérieures I. Papanina (ru), organisé et dirigé par le chercheur spécialisé dans l'Arctique Ivan Papanine.
Dans les années 1960, ses liens d'amitié avec le prêtre Pavel Grouzdev ont repris alors que ce dernier était nommé dans la paroisse de Verkhne-Nikoulskoie.
Les dernières années de sa vie, Kouzine est gravement malade (sa santé a été compromise par des séjours dans les camps du Goulag), mais il a continué à travailler tant qu'il en a eu la force. En 1970, il prend sa retraite mais reste à Borok (oblast de Iaroslavl) et poursuit son travail de consultant à l'institut.
Ses capacités d'apprécier la vie et son sens de l'humour n'ont pas changé. Peu de temps avant sa mort, il formule ainsi son credo : 

« Seule une compréhension complète de la tragédie de la vie du début à la fin et l'expérience profonde et sans fin de la souffrance donnent le droit d'accepter consciemment la vie comme elle est et finalement de la considérer comme belle. Mais cela ne me semble possible que si vous êtes convaincu de l'existence d'un commencement absolu... Il n'est pas possible d'en comprendre la nature. Mais il me suffit de croire qu'il existe et qu'il se fait connaître, avec une telle force (en tout cas pour moi) et qu'il se manifeste en toute beauté et en toute bonté... »

L'archimandrite Pavel Grouzdev, avec lequel Kouzine était lié d'amitié, a célébré son office des morts. Ses funérailles ont eu lieu au cimetière de l'église de Verkhne-Nikoulskoie (ru).

## Travaux et créations
Il n'existe pas de Boris Kouzine différent en zoologiе, en musique, en poésie, en société. Tout cela est étroitement lié en la seule personne de Boris Kouzine.
La science, la littérature, l'art, la musique, forment un tout dans l'image du monde de Kouzine. Entomologiste, théoricien de la systématique, biologiste ayant un large éventail de centres d'intérêts, Boris Kouzine a avancé un certain nombre de concepts dans le domaine de la théorie de l'évolution, dans les problèmes liés à la systématique en biologie. « Il me semble, écrit le scientifique, que la notion centrale de taxinomie, le type, est comme la notion de style dans l'art. Le style se manifeste dans un certain nombre d'œuvres d'une certaine époque, comme le type se manifeste dans tout un groupe d'organismes naturels. Le style, comme le type est ressenti très clairement mais il est difficile pour l'un comme pour l'autre d'en donner une description verbale précise ou une représentation visuelle ».
K. G. Mikaïlov note que « pratiquement personne n'étudiait les principes de la taxinomie en général. La seule exception, c'était Kouzine qui s'est avéré être un corps étranger dans la réalité soviétique des années 1930. La publication de ses travaux à ce sujet est apparue plus tard, dans un article datant de 1962 et une partie de monographie en 1987. Ses ouvrages attendent toujours leur publication ».
Au Musée zoologique de Moscou, sont conservées de riches collections entomologiques de Boris Kouzine sur la Russie européenne et l'Asie centrale.
La majeure partie des ouvrages en prose de Kouzine (qu'il appelait des conversations) datent des années 1960-1970. Ils sont le plus souvent écrits sous une forme libre, sur des sujets autobiographiques, assez courts, mais grands par la pensée lyrico-philosophique qu'ils développent sous forme d'essais dédiés à la réflexion sur l'art, sur la nature humaine, sur la vie en société, soulevant des réflexions sur les valeurs humaines avec un sens de l'humour qui est propre à Kouzine.
Il existe aussi un large héritage épistolaire de Kouzine (qui sont un prolongement des conversations en prose), des traductions de prose et de poésie en vers. Il connaissait une dizaine de langues européennes et, au cours de sa vie, il entamait l'étude de nouvelles (comme en 1940 l'étude du grec ancien). Son but était d'arriver à pouvoir lire des chefs-d'œuvre de la littérature mondiale dans le texte original.
L'héritage poétique de Kouzine comprend environ cent poèmes lyriques et comiques, les plus anciens datant de 1935, les plus récents de quelques jours avant sa mort le 20 avril 1973.
Au mois de mai 2003, dans le village de Borok dans l'oblast de Iaroslavl, à l'institut de biologie des eaux intérieures, où Kouzine a travaillé de nombreuses années, ont eu lieu des journées de lectures à l'occasion du 100e anniversaire de la naissance du savant.

## Archives
À la fin des années 1970, la partie principale des archives de Boris Kouzine a été transmise par sa veuve, l'architecte Ariadna Valerianovna Apostolova (1904-1984), au département manuscrit de la bibliothèque nationale russe à Saint-Pétersbourg (F. 1252). Son dossier a été longtemps inaccessible. Une partie des archives a été conservée par un ami de la famille Kouzine et l'un des premiers éditeurs de son œuvre a été l'historien Mikhaïl Davydov (ru) (1939—2013), et plus tard ces archives ont rejoint celles de la Bibliothèque nationale russe. Une partie des lettres se trouve au musée-appartement mémorial Lev Goumilev ; ce sont des communications des années 1966-1967,. Une lettre adressée à Nadejda Mandelstam se trouve dans les archives d'Ossip Mandelstam (bibliothèque de l'université de Princeton, New Jersey, États-Unis). Une partie des travaux scientifiques sur la biologie, des souvenirs, des récits, des essais, des poèmes et des photographies se trouvent à Saint-Pétersbourg dans la filiale de l'Archivage de l'académie russe des sciences (ф. 1077. no 707).

## Poésie de Kouzine (extrait)
« Du temps que la Nature en sa verve puissante

Concevait chaque jour des enfants monstrueux {...} Ch. Baudelaire
Comme j'aime les cristaux de glace

Un après-midi de gel à ma fenêtre

Cunéiformes, ils me rappellent

Une autre vie et d'autres écrits. —

Je vois les forêts du Mésozoïque

J'entends les voix d'étranges créatures, 

À l'heure où se cache pour se reposer

Le grand soleil dans les eaux surchauffées

Dont des milliers de particules brûlantes

Dans le sable reflètent l'éclat...(Boris Kouzine) »

## Critiques
« Un homme aux capacités variées, un zoologiste-systématique, c'était un scientifique du type de Göteborg, qui combinait les qualités de penseur et d'artiste.
Ses recherches scientifiques sont émaillées d'images et d'analogies du monde de l'art et de la littérature. Ce ne sont pas seulement des emprunts ou des citations mais une véritable perception artistique enlacée dans les tissus de la pensée scientifique.
Mikhaïl Davidov »
« …Boris Kouzine est l'auteur de magnifiques ouvrages en prose, dans lesquels il se comporte comme un homme d'esprit original, possédant un style impeccable et un sens de l'humour exceptionnel. Il a produit un nombre important de poèmes dans lesquels apparait à l'évidence l'influence de Mandelstam. <…>
Kouzine n'était pas un écrivain de métier. Cependant ses occupations littéraires ne venaient pas d'un intérêt scientifique, mais étaient l'expression du besoin urgent de se réaliser dans l'art, un début créatif, pour lequel il était aussi doué que pour ses activités de théoricien scientifique.
Elena Perejoguina (Елена Пережогина). »